# Kelner, płacić!
Kelner, płacić! (oryg. cz. Vrchní, prchni!) – czechosłowacka komedia z 1981 roku w reżyserii Ladislava Smoljaka.

## Fabuła
Dalibor Vrana jest księgarzem i głową rodziny, żyjącym z państwowej pensji. Jego trudną sytuację finansową dodatkowo komplikuje fakt, że ma silny pociąg do kobiet i to z wzajemnością. Musi płacić alimenty, więc żyje co najmniej skromnie. Pewnego dnia w restauracji pewien nietrzeźwy klient omyłkowo bierze go za kelnera i uiszcza u niego rachunek. Daliborovi nasuwa to pewien pomysł – postanawia chodzić po restauracjach i w dogodnym momencie przyjmować od klientów należność. Proceder ten rozwija do interesu na niesłychaną skalę – przebiegły i nieuchwytny, szybko zaczyna opływać w dostatek. Kupuje nowy samochód i w ogóle "staje na nogi". Jego przestępcza działalność nie trwa jednak długo – pewnego dnia w księgarni, w której pracuje, zjawia się milicja.

## Główne role
- Josef Abrhám – Dalibor Vrána
- Libuše Šafránková – jego żona
- Zdeněk Svěrák – Pařizek, jego sąsiad
- Daniela Kolářová – Erna Pařizkova
- Zuzana Fišerová – Libuša Douchová, pracownica księgarni
- Karel Augusta – Ludva, szwagier Dalibora
- Jiří Kodet – Rudy Vyskočil, kolega szkolny
- Dagmar Patrasová – jego przyjaciółka Manuela
- Eliška Balzerová – Wera
- Jiří Hálek – prof. Přikryl
- Milada Ježková – pani z likierem żołądkowym i preclami

## Produkcja
Zdjęcia kręcono w Pradze, Szpindlerowym Młynie (kraj hradecki) oraz w Karlowych Warach.